# Penguin Books
Penguin Books Limited este o casă de editură britanică. A fost cofondată în 1935 de Allen Lane alături de frații săi Richard și John ca o linie a editorilor The Bodley Head, devenind o companie separată doar în anul următor. Penguin a revoluționat publicarea în anii 1930 prin broșuratele sale ieftine, vândute prin Woolworths și alte magazine pentru șase pence, aducând ficțiune și non-ficțiune de calitate înaltă pe piața de masă. Succesul său a demonstrat că audiențe largi au existat pentru cărți serioase. De asemenea, a afectat în mod semnificativ cultura populară britanică modernă prin cărțile sale despre politică, arte și știință.
Penguin Books este acum o amprentă a mondialei Penguin Random House, un conglomerat format în 2013 prin fuziunea sa cu editura americană Random House, o subsidiară a conglomeratului media german Bertelsmann. Anterior, Penguin Group a fost deținut în întregime de compania britanică Pearson PLC. Când Penguin Random House a fost format, Pearson a avut un pachet de 47% din acțiuni în noua companie, care a fost redus la 25% în iulie 2017. Din aprilie 2020, Penguin Random House este o subsidiară complet deținută a Bertelsmann. Ea este una dintre cele mai mari edituri în limba engleză cunoscute anterior ca cei "Șase Mari"—acum cei "Cinci Mari", alături de Holtzbrinck/Macmillan, Hachette, HarperCollins și Simon & Schuster.
Penguin Books are sediul social în City of Westminster, Londra, Anglia.